# ウルトラ銀河伝説外伝 ウルトラマンゼロVSダークロプスゼロ
『ウルトラ銀河伝説外伝 ウルトラマンゼロVSダークロプスゼロ』（ウルトラぎんがでんせつがいでん ウルトラマンゼロブイエスダークロプスゼロ） は、2010年11月26日（STAGE I）、12月22日（STAGE II）に発売されたオリジナルビデオ作品。
2009年に公開された『大怪獣バトル ウルトラ銀河伝説 THE MOVIE』の後日談で、2010年公開の『ウルトラマンゼロ THE MOVIE 超決戦!ベリアル銀河帝国』の前日談となる作品。イベントや雑誌展開で登場してきたダークロプスゼロとの映像作品における決戦を描く。ウルトラマンゼロの主演作であると同時に、ZAPのレイたちも活躍するなど、『大怪獣バトル』シリーズからの流れも含んでいる。

## 特徴
- 監督のおかひできにとって、本作品はウルトラシリーズ初監督作品である[2][3]。おかは本作品について、計算して作り上げているわけではなく、やりながら予想外のものが生まれて拾い上げていったと述べている[4]。
  - 冒頭の岩場に佇むウルトラマンゼロのシーンのロケーションが、撮影初日であった[4]。当初はゼロに照明を当てる予定であったが、おかが夕暮れを見て電飾を活かす形にすべきではないかと迷っていたところ、準備していた照明が突然落ちた。これを見た照明の佐藤才輔の賛同もあり、そのまま撮影が敢行された[5]。
  - 撮影初期は、ゼロの演技は正統なウルトラマンのイメージのものと、スーツアクターの岩田栄慶の発案による人間的な仕草を取り入れたものの2パターンが撮影されたが、最終的には後者で統一された[4]。
  - 絵コンテで参加した漫画家の松原朋広はおかの同郷の友人で、本作品の絵コンテはおかの自宅に2週間缶詰状態になって描かれた[4]。この絵コンテを見たゼロ役の岩田やカメラマンの富田伸二はこれ以上のものを作り上げるべく意欲を燃やしたといい、おかは絵コンテが果たした役割は大きかったと述べている[4]。その後、松原はおかが監督した『ウルトラゼロファイト』第一部「新たなる光」にも参加している。
  - 別次元のヒュウガの髭が伸びているのは、ヒュウガ役の小西博之の発案によるものである[4]。髭を剃った後に同じ場所で本次元のヒュウガのシーンを撮影したため、太陽光の当たり方などが異なっているが、編集により調整されており、おかは「無理してやっただけの効果があった」と述べている[4]。
- メカゴモラの描写以外にも、タイトルロゴなどが映画『ゴジラ対メカゴジラ』のオマージュとなっている[4]。また、ウルトラマンレオの登場シーンは漫画『ザ・ウルトラマン』でメロスが初登場する場面をイメージしている[4]。

## あらすじ
ZAP SPACYにSOS信号が届き、ハルナ、クマノ、オキを輸送任務に残してヒュウガとレイがスペースペンドラゴンに乗って急行する。
ペンドラゴンは宙域に浮かぶゲートを通じて多次元宇宙に浮かぶ謎の惑星チェイニーに漂着し、そこで二人はもう一人のヒュウガたちに出会う。ここではサロメ星人がある秘密実験を行っており、多次元宇宙のバランスが実験の影響で崩壊し、消滅する危機にあった。レイたちの前にヘロディアが差し向けたゴモラに酷似したメカゴモラが出現し、実験の邪魔になるレイたちを排除しようとする。レイはゴモラを召喚して応戦するが、圧倒されてしまう。だがそこにウルトラマンゼロが駆け付け、ゴモラとの連携攻撃で、メカゴモラを退ける。
だが、彼らの前にかつての自身に酷似した戦士テクターギアブラックが現れ、ゼロと互角の戦いを見せるが、ヘロディアの命令を無視して自らアーマーを破壊してダークロプスゼロの正体を見せる。ダークロプスゼロはゼロを圧倒すると、そこにウルトラマンやウルトラセブンに酷似したロボット軍団ニセウルトラ兄弟が現れ、ダークロプスゼロの放った光線によってニセウルトラ兄弟ごとゼロを次元の狭間へと吹き飛ばす。

## 登場キャラクター
登場ウルトラマン
- ウルトラマンゼロ
- ウルトラマンレオ

## 登場怪獣・宇宙人
ダークロプスゼロ
テクターギアブラックの姿で、ゼロの前に現れたゼロをモデルに製作されたロボット戦士。サロメ星人の率いるメカゴモラやニセウルトラ兄弟とともに、ゼロやレイの召喚するゴモラに戦いを挑む。外見はゼロに酷似しているが、ゼロとは色違い（体色は上半身が赤銅、手と下半身が黒）で、額にあるビームランプとカラータイマーと瞳は白く、赤く連結した単眼を持つ。自我を持ち、機械的なエコーのかかった寡黙かつ低い口調で喋る。捕まえたヘロディアを嘲笑し、生命を「儚い物」と称する冷酷な一面を持つ。
頭部には、ゼロのゼロスラッガーと同型の2対の宇宙ブーメランダークロプスゼロスラッガーが装着されており、他にもダークロプスゼロショットやダークロプススラッシュ、ダークロプスゼロキックなど、ゼロと同じような技を使用するが、ゼロツインシュートの模倣技は見せていないうえ、プラズマスパークの力を受けていないためにゼロツインソードやプラズマスパークスラッシュなどは使用できない。独自の技として単眼から発射する破壊光線ダークロプスメイザーを持つほか、胸部に内蔵された砲門（後述するディメンジョンコア）を展開し、次元の壁を破壊して相手を時空の狭間へ飛ばす超時空波動光線ディメンジョンストームも発動可能。また、片腕からダークロプスゼロチェンジャーという特殊な光線を放ち、これでメカゴモラを洗脳して自らの配下にしている。それ以外にも上記のダークロプスゼロスラッガーを両手に持ったまま両腕を交差させ、その状態で自らも回転しながら繰り出す突撃戦法も使用し、これで一度はゼロの持っていたゼロツインソードを宇宙の果てまで弾き飛ばしている。そのほか、DVD『ウルトラマンゼロ&ウルトラヒーロー 超決戦DVD』では黒雲を身に纏いながら登場したうえ、紫色の破壊光弾を放ってババルウ星人を一撃で消滅させており、この時はゼロのエメリウムスラッシュですらまったく効かなかった。
サロメ星人に使役されているが、真の正体はカイザーベリアル率いるベリアル銀河帝国の量産型兵士ダークロプスのプロトタイプとして建造された機体。ダークロプスには無い時空移動装置ディメンジョンコアを搭載しており、実験中に機械が故障してベリアルのもとへ戻れなくなり、宇宙をさまよっていたところをサロメ星人に回収され、命令に従うよう改造を施されて手駒として利用されていた。名前の最後の「ゼロ」もダークロプスの第0号であることを意味している。
初戦ではゼロを圧倒し、ディメンジョンストームでニセウルトラマン（SR）、ニセセブン（SR）、ニセエース（SR）ともども時空の狭間へ弾き飛ばす。その後、サロメ星人の支配を脱すると基地を破壊して彼らを全滅させ、洗脳して支配下に置いたメカゴモラとの連携でゴモラを苦しめるが、時空の狭間から帰還したゼロとの再戦ではすでに技を見切られていたこともあり、新技ビッグバンゼロでダークロプスゼロスラッガーを破壊され、ディメンジョンストームを放とうとしたところをゼロツインソードによるプラズマスパークスラッシュで切り裂かれる。敗北後、意味深な言葉を残すと右腕を自身に突き立ててディメンジョンコアを暴走させ、惑星チェイニーを道連れにして自爆した。
『ウルトラマンゼロ THE NEW HERO LEGEND』では一般怪獣と登場しており、ZAPに入隊した子供と一体化したゼロのゼロツインソードで倒された。
- 当初はショーや雑誌展開などで謎の戦士テクターギアブラックとして登場し、本作品で初めて正体が明かされた。ダークロプスゼロの人気が高まったことから、『ウルトラマンゼロ THE MOVIE 超決戦!ベリアル銀河帝国』にダークロプスが登場することとなった。
- スーツはウルトラマンゼロの改造。後藤正行が映像企画よりも前にデザインしたものであるという。ゼロの偽者に見えるようにカラーリングを変え、表情をなくすために単眼にしている。

テクターギアブラック
ダークロプスゼロがサロメ星人によって暴走を防ぐための鎧＝テクターギアを装着されていた時の姿。かつてゼロがテクターギアを装着していた姿「テクターギア・ゼロ」に酷似している。テクターギアブラックキックやテクターギアブラックタックル、ゼロと同様の体を光球状に変えての連続突進攻撃などで戦う。感情が高まると、黒いゴーグルに隠されている目の部分がテクターギア・ゼロのように赤く発光する。
『ウルトラマンゼロ 激突!テクターギアブラック!!』ではこの姿でK76星に現れ、ゼロに止めを刺そうとしたところをレオに乱入され、逃亡する。この時は白色の光線を使用し、ジオルゴンを一撃で消滅させている。
以降の続編は雑誌記事で展開され、セブンとゼロの最強必殺技コンビネーションゼロでビームミサイルキング（もしくはクラッシュライザー）共々鎧を爆破され、ダークロプスゼロとしての実体を現す。最後はセブン共々追い詰めたところをゼロのゼロスラッガーで変化した「ゼロスラッガーギア」（スーパーフォームもしくはキーパーフォーム）の攻撃を受け、次元の彼方へ消える。
本作品にてゼロとの本格的な戦いが描かれる。サロメ星人に反乱しないようテクターギアを装着されてゼロと戦うが、その最中にテクターギアを自壊させ、ダークロプスゼロとしての実体を現した。

『ウルトラマンジード』に登場するダークロプスゼロ
『ウルトラマンジード』第3話「サラリーマンゼロ」に登場。
伏井出ケイによって街中へ召喚される。迎え撃ったウルトラマンジード プリミティブの攻撃を頑丈な身体で平然と受け止め、高い戦闘力で撃退する。ウルトラマンゼロに介入されて一時撤退した後、彼をおびき出そうとするケイによって再び召喚され、迎え撃ったジードをケイによってさらに召喚された2体と共に追い詰めるが、ジードがウルトラセブンのウルトラカプセルを得てソリッドバーニングへ変身したことから形勢は逆転し、3体とも撃破される。
- 当初は登場するのは1体のみであったが、監督の坂本浩一はソリッドバーニングの多彩な技を見せようと絵コンテで追加し、3体となった。

別次元のレイモン
惑星チェイニーに辿り着いていた別次元のレイが、レイブラッド星人として覚醒した姿。
同じレイオニクスであるレイの存在をテレパシーで感じ取ったことによってレイブラッドの闘争本能に目覚めかけているうえ、彼と違ってそれを克服する出来事を体験していない（胸にアイスラッガーによる傷痕がない）ことから、バーストモードになっている。レイに比べてやや熱血気味で、コミカルな面も見せる。
レイのパートナー怪獣
- 古代怪獣 ゴモラ
- 原始怪鳥 リトラ（S）

メカロボット怪獣 メカゴモラ
サロメ星人が別次元のレイが持つネオバトルナイザーのデータからゴモラを模して製造したメカ怪獣。惑星チェイニーに現れ、ダークロプスゼロと共にレイの召喚するゴモラやゼロに戦いを挑む。ヘロディアは「性能はオリジナルより遥かに優れている」と評する。
戦闘能力はゴモラをベースに設計され、超振動波を元にしたメガ超振動波や、鎖付きの両手をジェット噴射で飛ばして相手を捕らえるナックルチェーンのほか、全身から発射されるメガボディーミサイルや左胸の発光部からのビームクラッシャーメガ、右手から連射するメガフィンガーミサイルなど内蔵された多彩な武器を使う。装甲も、通常の打撃攻撃はおろか超振動波やリトラの火球の直撃を受けても効かないほど強固である。
強大な戦闘能力でレイのゴモラを圧倒していたところに現れたゼロのチョップで角を折られ、ナックルチェーンもウルトラキック戦法で破壊されて一時戦闘不能に陥るが、ゼロとテクターギアブラックの戦闘中に復活すると、サロメ星人の基地に突入しようとするリトラをレイもろともメガ超振動波で撃墜する。その後は修理され、サロメ星人の基地を破壊しようとしたレイたちの前に再び姿を現すも、ダークロプスゼロのダークロプスゼロチェンジャーによって洗脳され、その配下にされる。今度はダークロプスゼロとの連携でゴモラを苦しめるが、時空の狭間から帰還したゼロの乱入でダークロプスゼロと分断され、最後はレイと別次元のレイモンの思念を受けてパワーアップしたゴモラの超振動波を受けて破壊された。
- 出現シーンなどは、東宝映画『ゴジラ対メカゴジラ』に登場するメカゴジラへのオマージュとなっており、メカのディテールをゴモラに入れている。
- メカゴモラの登場はシナリオ決定前から予定されていたが、映画と同時進行での作業となったために充分な時間がなく、キャラクターデザインの後藤正行はラフスケッチを描いたのみで細部は造形班の品田冬樹に委ねられた。
- 「ウルトラマン オフィシャルデータファイル」では、EXゴモラのデータもフィードバックされていると解説されている。

『ウルトラマンギンガ 劇場スペシャル ウルトラ怪獣☆ヒーロー大乱戦!』に登場するメカゴモラ（SDI）
映画『ウルトラマンギンガ 劇場スペシャル ウルトラ怪獣☆ヒーロー大乱戦!』に登場。
ウルトライブシミュレーションにて千草がウルトライブ。ヒカルがライブしたゴモラ（SDI）、健太がライブしたゴモラ レイオニックバースト（SDI）、美鈴がライブしたEXゴモラ（SDI）と交戦するが、千草が調子に乗ってミサイルやビームを乱射して3匹を攻撃したためにひんしゅくを買って袋叩きにされ、尻尾を引きちぎられた果てに4匹の中では最初に敗北した。

『ウルトラマンX』に登場するメカゴモラ
『ウルトラマンX』第14話「光る大空、繋がる大地」に登場。
地球に呼び寄せたマーキンド星人からスパークドールズの状態でギナ・スペクターの手に渡り、グア軍団の戦力として召喚される。Xioの基地オペレーションベースXの周辺で暴れ出した後、サイバーゴモラと互角に渡り合うが、最後はサイバー超振動波とUPGのアリサ隊員の放ったウルトライザーのコンビネーション攻撃で破壊された。

『ウルトラファイトオーブ』に登場するメカゴモラ
『ウルトラファイトオーブ 親子の力、おかりします!』に登場。
レイバトスの呪文によって復活させられた個体が登場し、惑星ヨミにて同じくレイバトスによって復活させられたジュダ・スペクターと共にウルトラマンゼロを追い詰めるが、ウルトラマンオーブがゼロの救援に現れ、こちらと戦うこととなった。ライトニングアタッカー形態のオーブの攻撃を寄せ付けない強さを見せるも、オーブトリニティ形態に変身したオーブの前には手も足も出ず、最後はジュダ・スペクター共々ウルティメイトゼロソードとトリニティウムブレイクの連携攻撃を受けたうえ、オーブスラッシャーによる斬撃で倒された。

『ウルトラマンジード』に登場するメカゴモラ
『ウルトラマンジード』第19話「奪われた星雲荘」に登場。
地下基地「星雲荘」を占拠した伏井出ケイにより、怪獣カプセルの1つから召喚される。ジード暗殺プログラムをケイが強制インストールすることにより、有機的コンピューターとして組み込んでいる。星雲荘の管理システム・レムの人間態をボディーごと内部に強制収容し、破壊活動を開始する。胸から手裏剣状のアンピュテーターメカを放つ。迎え撃ったウルトラマンジード プリミティブやアクロスマッシャーを追い詰めるが、レムがケイによる支配に反発して彼を星雲荘から撃退したうえ、メカゴモラの弱点が首であることをジードに教えたことから、形勢は逆転する。最後はロイヤルメガマスターへ変身したジードのスペシウムフラッシャーを受け、爆散した。
- 『ジード』第19話監督の伊藤良一は、ロイヤルメガマスターと互角に戦えそうな相手としてメカゴモラを選んだとしている。アンピュテーターメカの設定は、伊藤が『ダークロプスゼロ』監督のおかから未使用設定として教えられたものである。

『ウルトラマンR/B』に登場するメカゴモラ
『ウルトラマンR/B』第6話「宿敵！あねご必殺拳」に登場。
冒頭の時点ですでに愛染マコトによって怪獣クリスタルから召喚され、ウルトラマンロッソやウルトラマンブルを苦戦させていたが、彼らの戦いにマコトが不満を募らせたことにより、一時退却する。その後、体内のコクピットに湊兄弟の恩人である小牧カオルを捕えた状態で再び召喚されてロッソとブルを圧倒し、ウインド形態となったロッソのストームフリッカーをもナックルチェーンでかき消す強さを見せる。最後はブルのワイドショットスラッガーを受けて爆散し、捕えられていたカオルもその影響で負傷こそしたもののロッソによって救出された。
- 『R/B』第6話監督の市野龍一は、前半と後半でギャップを出すため、前半では可愛さを意図した演出を行い、後半では多彩な武器の使用にこだわっている。光線を放出したままになるという描写は、脚本でロッソの「とにかく、止めないと」というセリフを曲解・逆算して膨らませたものであるという。

『劇場版 ウルトラマンR/B セレクト! 絆のクリスタル』に登場するメカゴモラ（カスタムヘビー）
映画『劇場版 ウルトラマンR/B セレクト! 絆のクリスタル』に登場。
何者かによって戦闘性能がチューンナップされたカスタマイズ版のメカゴモラ。生体感応装置やナックルチェーン・ブースト、ハイメガ振動波やバスターメガなどの武装を搭載し、ピグモンの故郷であったホスター21星系の生命体を根絶やしにしようと行動しているが、ロッソによって倒された。

侵略星人 サロメ星人
かつてウルトラセブンと戦ったサロメ星人の同族。女性リーダーのヘロディアと男性の助手2名（ガナエス・イラテ）が登場。

ニセウルトラ兄弟（SRチーム）
サロメ星人がかつてのノウハウを活かして本物のウルトラ兄弟を完全に模して造り上げたロボット軍団。惑星チェイニーにやって来たゼロの前に立ちはだかる。
いずれも腰や手足の関節部に、かつてのにせウルトラセブンと同様のプロテクター（強化パーツ）が着いており、それを除けば本物との差異は無く、必殺技や戦闘時の仕草・ファイティングポーズ、声なども本物に酷似している。
基地内で量産もされており、サロメ星人はディメンジョンコアを利用してニセウルトラ兄弟をあらゆる次元に送り込み、全多次元宇宙の制圧を企んでいた。別次元に送り込まれようとしていたチームはレイの使役するゴモラの超振動波で起動前に破壊され、基地内で待機していた残りの機体も自意識を取り戻したダークロプスゼロのダークロプスメイザーによって破壊され、基地もろとも全滅した。
- 名前に付くSRはサロメロボットを意味し、過去のにせウルトラマンやエースロボットとの区別も兼ねた呼称とされる。
- スーツは各ウルトラマンの既存のスーツを改造したもの。当初はニセウルトラセブンのみが地味目に登場する予定で、他のニセウルトラ兄弟はサロメ星人の基地に並んでいるだけの背景として描かれる予定だった。しかし、プロデューサーの岡崎聖の提案で兄弟全員がニセロボットとして登場することとなった。脚本では、次元トンネルでの戦いで登場するのはプリズ魔であった。

ロボット超人 ニセウルトラセブン（SR）
ウルトラセブンを元に作られたロボット。かつて本物のセブンに破壊されたにせウルトラセブンの別機体。SRチームを統率する隊長ロボの役割を担う。
本物のセブン同様にニセアイスラッガー、ニセエメリウム光線、ニセワイドショット、ニセウルトラキックなどの同じ技を使う。
ゼロと戦った機体は、次元の狭間でニセウルトラマン（SR）とのコンビでゼロを苦しめるが、ウルトラマンレオがゼロの救援に駆けつけたことから形勢が逆転して圧倒され、彼らの合体光線レオゼロダブルフラッシャーでニセウルトラマン（SR）ともども爆破された。
ロボット超人 ニセゾフィー（SR）
ゾフィーを元に作られたロボット。本物のゾフィー同様にニセM87光線を使う。ゼロと戦った機体は、レイとヒュウガが惑星チェイニーに来たころにはニセジャック（SR）ともども、すでに倒されていた。
ロボット超人 ニセウルトラマン（SR）
ウルトラマンを元に作られたロボット。
本物のウルトラマン同様にニセスペシウム光線、ニセ八つ裂き光輪、ニセウルトラアタック光線などの同じ技を使うほか、猫背のファイティングポーズや、地上に降り立った時に両手を腰に添えるポーズまで再現されている。
ゼロと戦った機体は、ニセセブン（SR）とのコンビで次元の狭間でゼロを苦しめるが、レオがゼロの救援に駆け付けたことから形勢が逆転して圧倒され、彼らのレオゼロダブルフラッシャーでニセセブン（SR）共々爆破された。
ロボット超人 ニセウルトラマンジャック（SR）
ウルトラマンジャックを元に作られたロボット。
本物のジャック同様にウルトラブレスレットを付けており、ニセウルトラランスを使う。ゼロと戦った機体は、レイとヒュウガが惑星チェイニーに来たころにはニセゾフィー（SR）ともども、すでに倒されていた。なお、別次元へ送り込まれようとしていた機体は、最初からニセウルトラランスを手にしている。
ロボット超人 ニセウルトラマンエース（SR）
ウルトラマンAを元に作られたロボット。
本物のエース同様にニセメタリウム光線、ニセバーチカルギロチン、ニセパンチレーザーなどの多彩な光線技と、ニセエースリフターといった本物同様のパワー技が得意。
ゼロと戦った機体は、次元の狭間でも光線技やパワーを駆使してゼロと渡り合うが、ワイドゼロショットで爆破された。

銀河皇帝 カイザーベリアル
悪のウルトラ戦士ウルトラマンベリアルがベリアル銀河帝国の皇帝となった姿であり、ダークロプスゼロの本来の主。
サロメ星人に囚われていたダークロプスゼロの記憶回路内に、紅蓮の炎の中に立つ姿のイメージで現れていた。

## 登場メカニック・アイテム・その他用語
ネオバトルナイザー
レイがゴモラとリトラをモンスロードし、戦わせる際に使うバトルナイザー。

惑星チェイニー
本作品の舞台である惑星。レイとヒュウガが時空の裂け目に飲み込まれた末に漂着する。サロメ星人の実験により、どの時空にも属さない特異な惑星と化している。
サロメ星人の基地
チェイニーにおけるヘロディアらの研究施設で、ガラス張りのドームと細身のタワーが合わさった外観となっている。施設の周囲には、外部からの攻撃に備えて強靭なバリヤーが張られ、出入口は岩山に複数隠されている。内部には指令室のほか、メカゴモラやニセウルトラ兄弟（SR）の製造施設兼格納庫が存在している。最後はヘロディアの支配を脱したダークロプスゼロによって壊滅する。

## キャスト
- レイ - 南翔太
- ヒュウガ - 小西博之
- クマノ - 俊藤光利
- サロメ星人ヘロディア - 宮下ともみ
- サロメ星人ヘロディア助手 - 寺井大介（イラテ）、末永博志（ガナエス）

### 声の出演
- ウルトラマンゼロ、ダークロプスゼロ - 宮野真守
- ウルトラマンレオ - 真夏竜

### スーツアクター
- ウルトラマンゼロ - 岩田栄慶
- ウルトラマンレオ - 力丸佳大
- ダークロプスゼロ - 福島龍成
- ゴモラ - 横尾和則
- ニセウルトラ兄弟[38] - 寺井大介、福田大助
- その他 - 末永博志、福田憲文、大村将弘、新井宏幸、飯田祐子、丸田聡美

## スタッフ
- 監督 - おかひでき
- 脚本 - 荒木憲一
- 製作 - 大岡新一
- 製作統括 - 隠田雅浩
- 企画 - 岡崎聖、濵田健二
- プロデューサー - 渋谷浩康、仲吉治人
- 協力プロデューサー - 小山信行
- プロダクションスーパーバイザー - 上原英和
- VFXスーパーバイザー - 鹿角剛司
- 音楽・整音 - 上田靖博
- 撮影 - 富田伸二
- 照明 - 佐藤才輔
- 助監督 - 冨田卓
- 殺陣 - 岡野弘之
- 編集 - 松木朗
- キャラクターデザイン - 後藤正行
- 制作 - 円谷プロダクション・バンダイビジュアル

## 主題歌
「新しい光」
作詞：田靡秀樹 / 作曲・編曲：小西貴雄 / 歌：voyager
ウルトラマンゼロの応援歌として各地のショーなどでも使用されている。

## 作品リスト
| 話数     | タイトル     | 登場怪獣・宇宙人 | ゲスト ウルトラマン | 発売日             |
| -------- | ------------ | --- | ------------------- | ------------------ |
| STAGE I  | 衝突する宇宙 | ダークロプスゼロ テクターギアブラック メカゴモラ ニセウルトラセブン（SR） ニセゾフィー（SR） ニセウルトラマン（SR） ニセウルトラマンジャック（SR） ニセウルトラマンエース（SR） サロメ星人ヘロディア サロメ星人ガナエス サロメ星人イラテ ゴモラ リトラ（S） 別次元のレイモン カイザーベリアル |                     | 2010年11月26日発売 |
| STAGE II | ゼロの決死圏 | ダークロプスゼロ テクターギアブラック メカゴモラ ニセウルトラセブン（SR） ニセゾフィー（SR） ニセウルトラマン（SR） ニセウルトラマンジャック（SR） ニセウルトラマンエース（SR） サロメ星人ヘロディア サロメ星人ガナエス サロメ星人イラテ ゴモラ リトラ（S） 別次元のレイモン カイザーベリアル | ウルトラマンレオ    | 12月22日発売       |

## テレビ放送
2011年『ウルトラマン列伝』において8月24日よりテレビ初放送。3話連続ドラマとして再構成され、第2話と第3話の冒頭にはヒュウガ船長による「前回までのあらすじ」のナレーションが追加されているほか、第3話のラストには『ベリアル銀河帝国』から数カットがインサートされ、映画との繋がりをより強調する編集版となった。
2015年5月5日から『新ウルトラマン列伝』内で「激闘ウルトラマンゼロ」として再びテレビ放送された。新列伝放送バージョンとしてBGMが差し替えられている。また、列伝では3話連続ドラマだったが今回は本作品と『ウルトラマンゼロ THE MOVIE 超決戦!ベリアル銀河帝国』の内容をひとまとめにしている関係上、4話構成に変更され、ダークロプス編の最後に当たる第4話「真の序章」は本編終了後に『ベリアル銀河帝国』の冒頭部が放送されている。